# NGC 901
NGC 901 ist eine kompakte linsenförmige Galaxie vom Hubble-Typ S0-a im Sternbild Widder auf der Ekliptik. Sie ist schätzungsweise 441 Millionen Lichtjahre von der Milchstraße entfernt und hat einen Durchmesser von etwa 75.000 Lj.

Im selben Himmelsareal befinden sich u. a. die Galaxien NGC 900, NGC 903, NGC 904, NGC 915.
Das Objekt wurde am 5. September 1864 von Albert Marth entdeckt.